# Clannad
Clannad je irski celtic rock band koji se uzdigao do srednjostrujaške popularnosti u devedesetima.

## Albumi
- 1973. — Clannad (The Pretty Maid)
- 1975. — Clannad 2
- 1976. — Dúlamán
- 1979. — Clannad in Concert [live]
- 1980. — Crann Úll
- 1982. — Fuaim
- 1983. — Magical Ring
- 1984. — Legend (glazba za film za Robin of Sherwood)
- 1985. — Macalla
- 1987. — Sirius
- 1988. — Atlantic Realm (glazba za film)
- 1989. — Past Present (kompilacija)
- 1990. — The Collection (kompilacija)
- 1989. — The Angel and the Soldier Boy (glazba za film)
- 1990. — Anam (US: 1992)
- 1993. — Banba (with The Last of the Mohicans tema za glazbu za film)
- 1994. — Themes
- 1996. — Lore
- 1996. — Rogha: The Best Of Clannad
- 1997. — Landmarks
- 1998. — An Díolaim (zbirka ranih snimaka za izdavača Irish Gael-Linn)
- 2003. — The Best Of: In A Lifetime
- 2005. — Clannad: Live In Concert, 1996 (uživo)